# バーニック湖
バーニック湖（バーニックこ、Bernic Lake）はカナダのマニトバ州南部にある湖。
ノピミング州立公園の南西、ホワイトシェル州立公園の北に位置する。西側からバーニック川が流れ出し、ウィニペグ川支流のバード川に繋がっている。
タンコ鉱山が湖北西岸にある。